# Timelaea
Timelaea is een geslacht van vlinders uit de familie Nymphalidae.

## Soorten
- Timelaea maculata
- Timelaea albescens
- Timelaea aformis
- Timelaea radiata
- Timelaea nana